# Hôrky
Hôrky (em húngaro: Zsolnaberkes) é um município da Eslováquia, situado no distrito de Žilina, na região de Žilina. Tem 2,32 km² de área e sua população em 2018 foi estimada em 819 habitantes.

## Demografia
| Ano:        | 1994 | 2004   | 2014    | 2024    |
| ----------- | ---- | ------ | ------- | ------- |
| Broj ljudi: | 581  | 615    | 722     | 1042    |
| Razlika:    |      | +5,85% | +17,39% | +44,32% |

| Ano:               | 2023 | 2024   |
| ------------------ | ---- | ------ |
| Número de pessoas: | 1011 | 1042   |
| Diferença:         |      | +3,06% |